# Orlestone
Orlestone es una parroquia civil del distrito de Ashford, en el condado de Kent (Inglaterra).

## Geografía
Según la Oficina Nacional de Estadística británica, Orlestone tiene una superficie de 7,92 km².

## Demografía
Según el censo de 2001, Orlestone tenía 1281 habitantes (49,73% varones, 50,27% mujeres) y una densidad de población de 161,74 hab/km². El 17,02% eran menores de 16 años, el 73,3% tenían entre 16 y 74 y el 9,68% eran mayores de 74. La media de edad era de 41,96 años. Del total de habitantes con 16 o más años, el 22,58% estaban solteros, el 60,58% casados y el 16,84% divorciados o viudos.
El 95% de los habitantes eran originarios del Reino Unido. El resto de países europeos englobaban al 2,81% de la población, mientras que el 2,19% había nacido en cualquier otro lugar. Según su grupo étnico, el 99,14% eran blancos y el 0,86% mestizos. El cristianismo era profesado por el 77,58%, el judaísmo por el 0,23% y cualquier otra religión, salvo el budismo, el hinduismo, el islam y el sijismo, por el 1,02%. El 14,61% no eran religiosos y el 6,56% no marcaron ninguna opción en el censo.
623 habitantes eran económicamente activos, 605 de ellos (97,11%) empleados y 18 (2,89%) desempleados. Había 532 hogares con residentes y 20 vacíos.